# Hacki Tamás
Hacki Tamás (Budapest, 1944. február 18. –) magyar fül-orr-gégész, egyetemi tanár, füttyművész.

## Életpályája
Fütyülni ötéves korában kezdett, tanult hegedülni és kórustag is volt. Megosztott első díjat nyert az 1962-es Ki mit tud?-on. Ugyanebben az évben végzett a budapesti Kölcsey Ferenc Gimnáziumban.
Egyetemi tanulmányokba kezdett, és 1970-ben fül-orr-gégész szakorvosként végzett, majd a budapesti MÁV-kórház fül-, orr-, gégeosztályán helyezkedett el, s abban az évben a cannes-i MIDEM fesztivál résztvevője volt. Lemezei több országban is megjelentek. 1983–84-ben foniátriai tanulmányúton volt Németországban, majd Budapesten tette le a szakvizsgáját. 1986-ban egyik német professzora visszahívta, s hat éven keresztül oktatott Hannoverben, az orvostudományi egyetemen. 1990-ben habilitált, és 1992-ben a Regensburgi Egyetem Orvostudományi Karának egyetemi tanára lett.
2007 szilveszterén a Müncheni Szimfonikusokkal együtt lépett fel, majd március 20-án Münchenben régi kísérő zenekarával, az ex-Antiquis együttessel koncertezett.
Jelenleg Regensburgban él, ahol az egyetemi klinika munkatársa. Megalapítója volt a klinika foniátriai és gyermekaudiológiai osztályának és a hozzá kapcsolódó logopédusképző intézetnek, valamint egy rehabilitációs osztálynak, amely hang- és nyelésbetegeket kezel. Magyarországra is gyakran hazalátogat, vezetője több szakorvosi és logopédusi továbbképzésnek, konferenciákat szervez, és előadásokat tart.
2008-ban megkapta a Német Szövetségi Köztársaság Érdemkeresztjét (Bundesverdienstkreuz), 2015-ben pedig a Pro Cultura Hungarica díjat. 2022-ben a Magyar Tudományos Akadémia külső tagjává választották.

## Diszkográfia
- Whistler Programme (Qualiton, 1967)
- Bourrée et allegro (Philips, 1972)
- Ex-A (Philips International, 1972)
- Türkischer Marsch (CBS, 1973)
- Klassik mit Pfiff (CBS, 1974)
- Gala-Pfeifkonzert (Teldec, 1975)
- Füttykoncert (Hungaroton-Pepita, 1979)
- Ungarns Pfeifwunder (Global Records, 1980)
- Különkiadás (Hungaroton-Pepita, 1983)
- Mozi (Sony Music, 1997)
- Rustle of Spring (2001)
- Whistling (2001)

## Díjai
- Német Szövetségi Köztársaság Érdemkeresztje (2008)
- Pro Cultura Hungarica díj (2015)
- A Magyar Érdemrend lovagkeresztje (2021)[3]

## Érdekesség
2024 óta nevét viseli az 549107 Hackitamás kisbolygó.